# Cochabamba

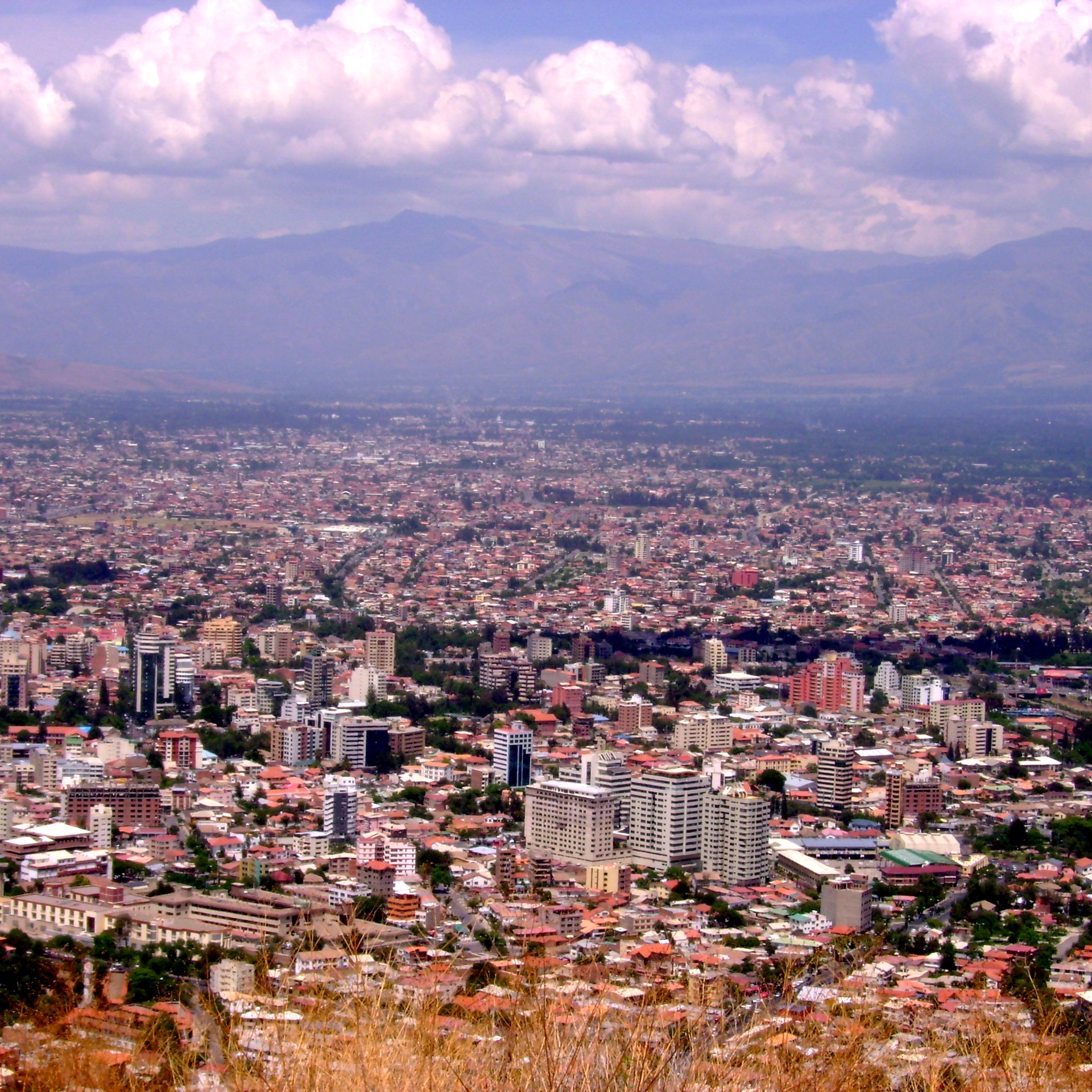

Cochabamba là thành phố Bolivia. Đây là thành phố lớn thứ 4 ở Bolivia. Ước tính dân số năm 2008 là 608 276 người. và vùng đô thị có dân số hơn 1 triệu người. Tên gọi từ cụm từ tiếng Quechua qucha, nghĩa là "hồ nước", và pampa, "đồng bằng mở".